# 母べえ
『母べえ』（かあべえ）は、映画スクリプターの野上照代の実話にもとづいたエッセイ作品及び映画化作品。

## 概要
元々は、1984年の読売女性ヒューマン・ドキュメンタリー大賞に「父へのレクイエム」という題名で応募され、優秀賞を受賞。山路ふみ子功労賞もあわせて受賞した。2007年12月、翌年の映画公開を前に、中央公論新社から『母べえ』として、単行本として刊行された。父・野上巖は、戦前から新島繁のペンネームで活躍したドイツ文学者、芸術研究者で、作品とは異なり、1940年に転向したため保釈された。戦後は神戸大学教授などを歴任した。単行本収録時に吉永小百合と山田洋次のエッセイが添えられた。

## あらすじ
1937年のある日の早朝、父べえ（とうべえ＝野上滋）は、特高警察によって検挙され、巣鴨拘置所に収監される。思想犯が国体変革を狙う不届き者として白眼視される時代に、父との往復書簡を挿入して、家族が支え合って明るく暮らす姿が描かれている。

## 映画
2008年1月26日公開の日本映画。

### ストーリー
昭和15年（1940年）の東京、野上家ではユーモアを愛する父の考えからか家族に「べえ」をつけるのが習慣になっていて、母親のことを「母べえ」父親のことを「父（とお）べえ」と呼んでいた。
娘の初子（初べえ）と照美（照べえ）は、そのふたりの大きな愛に包まれて育ち、家庭には平穏があった。
だが日中戦争の激化とともに国情は大いに変化し、帝国大学出身のドイツ文学者で反戦思想をもっていた父が治安維持法違反の思想犯として、2月5日投獄され、暮らしが一変する。残された三人はそれでも父を信じ、陰膳をして待っている。やがて母の故郷・山口から警察署長をしている祖父・久太郎が上京してきて「恥をかかせた」と、佳代を厳しく罵る。それでも、彼女らの家を温かい目で見つめる人々が去来する。父のかつての教え子で小さな出版社に勤めていた山崎徹は不器用だが優しい性格で初子と照美に親しまれ、「山ちゃん」の愛称で野上家に欠かせない存在となる。父がいつ帰れるか全く見通しが立たないため、母は隣組長の世話で小学校の代用教員として一家の家計を支え始める。帰宅すれば深夜まで家の雑事に追われる。時折、父の妹で画家を目指す久子が手伝いにきてくれる。夏休みの間だけ、「招かれざる客」叔父が奈良から上京してくる。変わり者の仙吉はデリカシーのない発言をして思春期を迎えた初子に嫌われてしまうが、「何でも話せる」自由奔放な姿は佳代の心を癒し、金の指輪を母にと山崎に託して帰る（戦後、自身の予言通り吉野の山で野垂れ死にしていた）。
ふみと再婚した久太郎が上京してきて、思想犯となった父との離婚を命じ、できなければ自害せい、勘当じゃと迫るが母の心は少しも揺るがなかった。照美はすき焼きが食べられずにお腹がすいたと泣く。母が倒れ、山崎が飛んでくるが、疲労からの病気だった。夏になり、海水浴に行くが山崎が溺れそうになり、母が助ける。秋になり、山崎と結婚しないの？と尋ねる母に山崎は母に恋心を抱いていることを告げて久子が故郷に帰る。
昭和16年（1941年）12月8日、太平洋戦争が勃発。昭和17年の正月に父が獄死という電報が来て、その後にクリスマスに書いた父の手紙が届く。追い打ちをかけるように、近眼で左の耳が聞こえない山崎にも赤紙が届く。
3年後に終戦。久子は広島で被爆して亡くなっていた。山崎の戦友がきて「僕はもうこの世にはいないけれど、魂はいつまでもあなた方といて護ってあげる」との南方の海に消えた山崎の最後の言葉を伝える。
美術教師となった照美が初子が医師として勤める病院に入院している母の容態が悪化したと聞いて駆けつける。「もうすぐ父べえに会えるね」というと、母は「あの世でなんか会いたくない、生きている父べえに会いたい」と悲痛な言葉を呟く。

### キャスト
- 野上佳代（母べえ）：吉永小百合
- 野上久子（滋の妹・美術学校に通い画家を目指す）：檀れい
- 野上初子（佳代の娘）：志田未来
- 野上照美（佳代の娘）：佐藤未来
- 山崎徹（野上滋の教え子）：浅野忠信
- 小菅刑事：笹野高史
- 隣組組長・福田（福田燃料店を経営）：でんでん
- 福田健一（福田の息子）：神戸浩
- 小宮山（山崎徹の戦友）：近藤公園
- 渡辺夫人：茅島成美
- 藤岡久太郎（野上佳代の父・山口の警察署の署長）：中村梅之助
- 島崎：松田洋治
- 交番の巡査：赤塚真人
- 杉本検事（大学時代の野上滋の教え子）：吹越満
- 藤岡ふみ（久太郎の再婚相手）：左時枝
- 小林稔侍、郷里大輔、筒井巧、壇臣幸、植村喜八郎、天田益男、片岡富枝、井川哲也、井上智之、富沢美智恵、田中真弓、西原久美子、栩野幸知、北山雅康 他
- 二階堂肇：鈴木瑞穂
- 野上初子（大人 / 三鷹の病院の医師）：倍賞千恵子（特別出演）
- 野上照美（大人 / ナレーション / 中学校の美術教師）：戸田恵子
- 野村医師：大滝秀治
- 藤岡仙吉（叔父）：笑福亭鶴瓶
- 野上滋（父べえ）：坂東三津五郎

### スタッフ
- 監督：山田洋次
- 原作：野上照代 『母べえ』（中央公論新社刊）
- 脚本：山田洋次、平松恵美子
- 撮影監督：長沼六男（JSC）
- 美術：出川三男
- 音楽：冨田勲
- ソプラノ：佐藤しのぶ
- 照明：中須岳士（JSC）
- 編集：石井巌
- 録音：岸田和美
- スチール：金田正
- 製作担当：相場貴和
- 監督助手：花輪金一、平松恵美子、前原康貴、佐々江智明、平田陽亮、濱田雄一郎
- ラインプロデューサー：斉藤朋彦
- VFX：白組
- 音響効果：帆苅幸雄
- 特殊メイク：江川悦子、中田彰輝（吉永小百合担当）
- アクションコーディネート：諸鍛冶裕太
- 現像：東京現像所
- 協力：埼玉県、川口市、東宝スタジオ
- プロデューサー：深澤宏、矢島孝
- 製作委員会：松竹、住友商事、テレビ朝日、博報堂DYメディアパートナーズ、衛星劇場、日本出版販売、エフエム東京、Yahoo! JAPAN、読売新聞、朝日放送、名古屋テレビ放送
- 製作・配給：松竹

### ロケ地
SKIPシティ
1940年代の街並みを再現したオープンセットが構内の空き地に造られた。
横浜市立青葉台中学校
30年前の学校として撮影された。エキストラとしてサッカー部、美術部も出演した。
旧山本中学校杵原校舎
長野県飯田市山本にある国登録有形文化財で、母べえが代替教員として働く国民学校の教室でのシーンが撮影された（2007年3月）。
松尾公民館旧講堂
飯田市松尾にある児童館が使用している昭和初期の建物で 国民学校の児童が天長節を祝い講堂で歌唱するシーンが撮影された（2007年3月27日）。

### 備考
- この映画と日本郵政の共同宣伝により、全国の各世帯に吉永小百合のメッセージ入り年賀が配布された。
- 『KABEI ― Our Mother』として、第58回ベルリン国際映画祭コンペティション部門出品、17ヶ国で公開。
- 第32回香港国際映画祭オープニング上映。
- 映画館大賞「映画館スタッフが選ぶ、2008年に最もスクリーンで輝いた映画」第29位。
- 野上照代「父へのレクイエム」が原作で、実際の野上家をモデルにしてはいるが、父が獄死するのはフィクションである[3]。
- 山田洋次の監督作としては、VHSの発売は本作が最後となった。

### 受賞歴
- 第32回日本アカデミー賞[4]
  - 優秀作品賞
  - 優秀監督賞（山田洋次）
  - 優秀脚本賞（山田洋次・平松恵美子）
  - 優秀主演女優賞（吉永小百合）
  - 優秀助演男優賞（浅野忠信）
  - 優秀助演女優賞（檀れい）
  - 優秀音楽賞（冨田勲）
  - 優秀撮影賞（中須岳士）
  - 優秀美術賞（出川三男）
  - 優秀録音賞（岸田和美）
  - 優秀編集賞（石井巌）